# Queens Boulevard Line

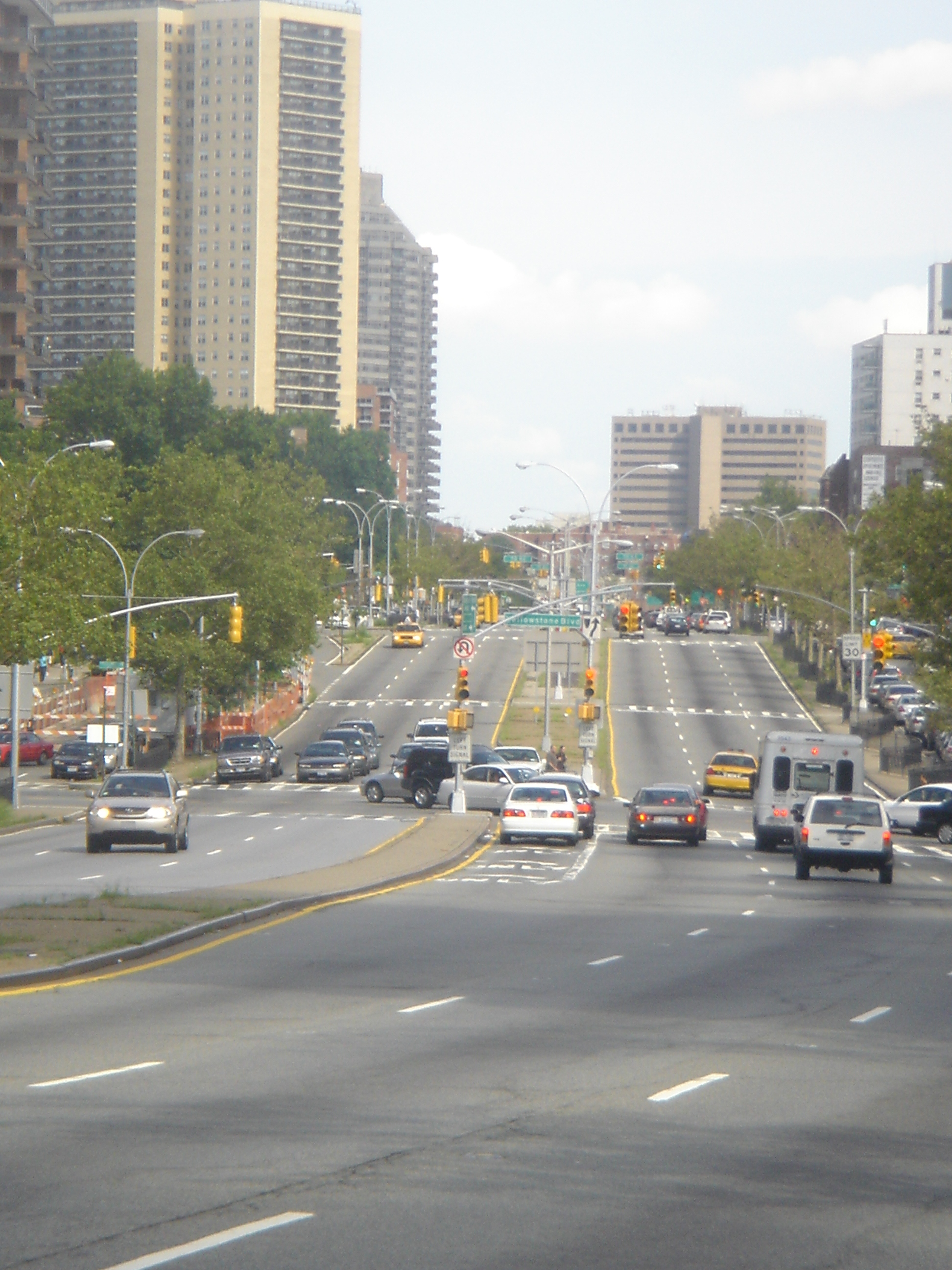
Queens Boulevard ter hoogte van Forest Hills, een stadsontwikkeling op rekening van de aanwezigheid van het metrotraject te schrijven

De Queens Boulevard Line is een metrolijntraject van de New York City Subway gelegen in de boroughs Manhattan en Queens van New York. Het traject volgt de wegbedding van East 53rd Street in Manhattan, en in Queens onder meer Northern Boulevard en Broadway alvorens Queens Boulevard te volgen doorheen Queens van west naar oost. Bij het kruispunt met Hillside Avenue gaat het verder oostwaarts langs deze laan tot in het centrum van de buurt Jamaica.
De buurten Midtown Manhattan op Manhattan en Long Island City, Astoria, Woodside, Jackson Heights, Elmhurst, Rego Park, Forest Hills, Kew Gardens, Briarwood en Jamaica worden met het metrolijntraject van de Queens Boulevard Line bediend. 
Het hele traject wordt met een op sommige deeltrajecten lokale en op andere sneldienst verzorgd door metrolijn E, die in Manhattan het traject verder zet via het zuidelijk deel van de Eighth Avenue Line. Aanvullend zijn er treindiensten door de F-trein en de <F>-trein sneldienst (de laatste enkel tijdens spitsuren in de richting van de spits) die ook enkele stations van het traject aandoen en in Manhattan het traject verder zetten langs een gedeelte van het traject van de Sixth Avenue Line. Het gedeelte waar de eerder vermelde treinen in sneldienst voorbij rijden wordt dan weer bediend door de M-trein en de R-trein die in Manhattan hun weg vervolgens langs respectievelijk de Sixth Avenue Line en de Broadway Line en als oostelijke terminus het station Forest Hills-71st Avenue in de buurt Forest Hills in Queens hebben.

## Geschiedenis
In de jaren dertig van de 20e eeuw kreeg Queens, de omgeving van Queens Boulevard en de buurt Jamaica een serieuze bouwboost van de nakende realisatie van de Queens Boulevard Line. Het eerste westelijk deel werd in 1933 in gebruik genomen, het oostelijk deel volgde eind 1936.

## Stations
Met het pictogram van een rolstoel zijn de stations aangeduid die ingericht zijn in overeenstemming met de Americans with Disabilities Act van 1990.
| Station                                      |  | Dienst | Opmerkingen |
| -------------------------------------------- |  | ------ | ----------- |
| Jamaica-179th Street                         |  |        |             |
| 169th Street                                 |  |        |             |
| Parsons Boulevard                            |  |        |             |
| Sutphin Boulevard                            |  |        |             |
| Briarwood                                    |  |        |             |
| Kew Gardens-Union Turnpike                   |  |        |             |
| 75th Avenue                                  |  |        |             |
| Forest Hills-71st Avenue                     |  |        |             |
| 67th Avenue                                  |  |        |             |
| 63rd Drive-Rego Park                         |  |        |             |
| Woodhaven Boulevard                          |  |        |             |
| Grand Avenue-Newtown                         |  |        |             |
| Elmhurst Avenue                              |  |        |             |
| Jackson Heights-Roosevelt Avenue/74th Street |  |        |             |
| 65th Street                                  |  |        |             |
| Northern Boulevard                           |  |        |             |
| 46th Street                                  |  |        |             |
| Steinway Street                              |  |        |             |
| 36th Street                                  |  |        |             |
| Queens Plaza                                 |  |        |             |
| 23rd Street-Ely Avenue                       |  |        |             |
| Lexington Avenue / 51st-53rd Streets         |  |        |             |
| 5th Avenue/53rd Street                       |  |        |             |
| 7th Avenue                                   |  |        |             |
| 50th Street                                  |  |        |             |

 ·  ·  ·  ·  ·  ·  ·  ·  · 